# Packhus

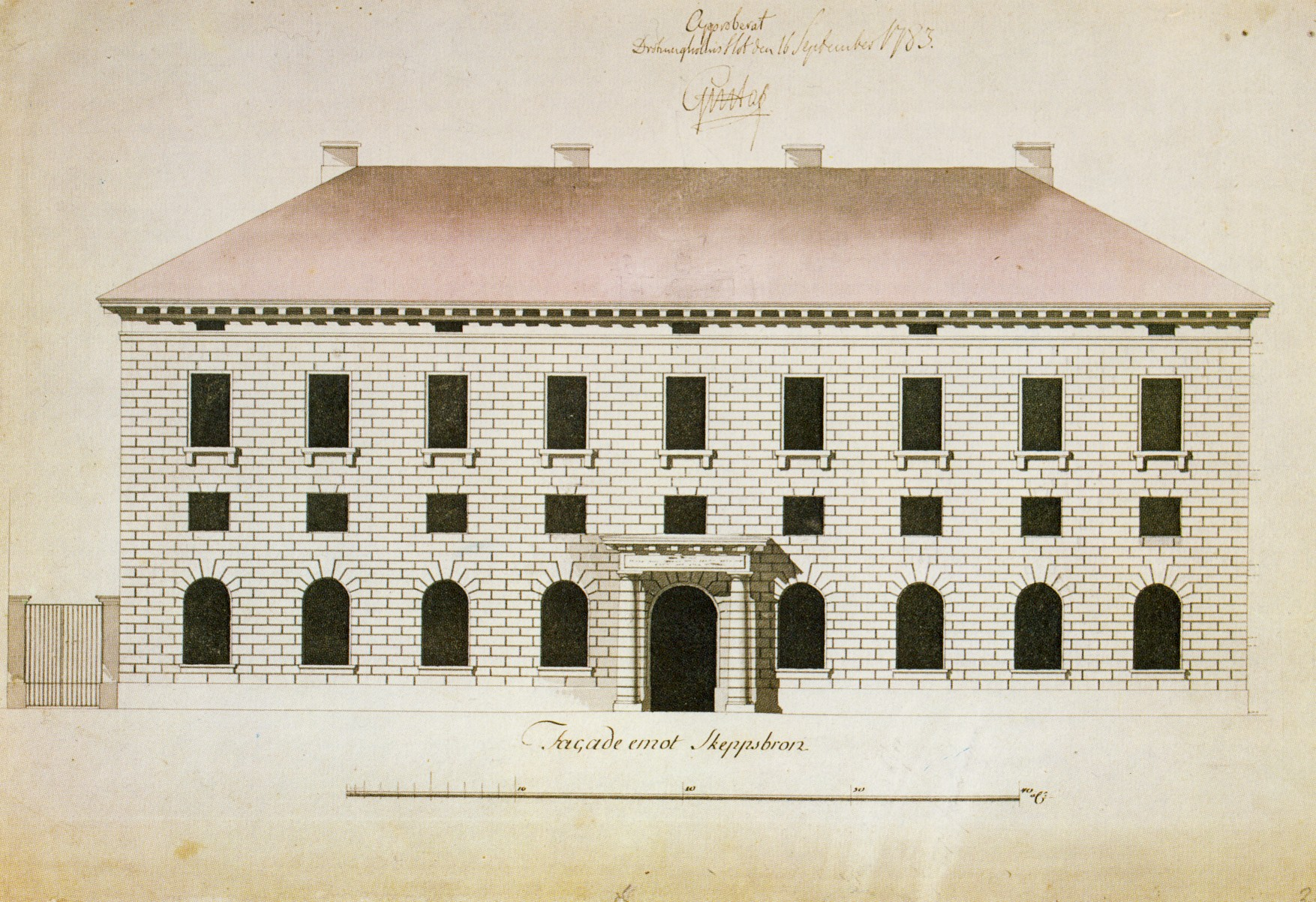
Tullpackhus i Gamla stan, Stockholm. Erik Palmstedts ritning från 1783

Packhus är en äldre beteckning för en magasinsbyggnad. Uttrycket användes under 1600-, 1700- och 1800-talen. Jämför även tyska Packhaus, engelska packhouse, danska pakhus, holländska pakhuis och ryska пакгауз (pakgauz).
Med packhus avsågs en byggnad eller lokal för inpackning och uppackning av varor, vidare för förvaring och magasinering av inpackade varor för senare distribution. 
Packhus ("tullpackhus") kunde även avse en lokal eller byggnad avsedd för tulltaxering av tullpliktiga varor samt för kortare tids förvaring av varor före tulltaxering och liknande, till exempel besiktning och stämpling samt försäljning av införda handelsvaror.
Ett exempel på en byggnad med packhusfunktion är Tullhuset vid Skeppsbron i Stockholm.